# Nhân-thú học

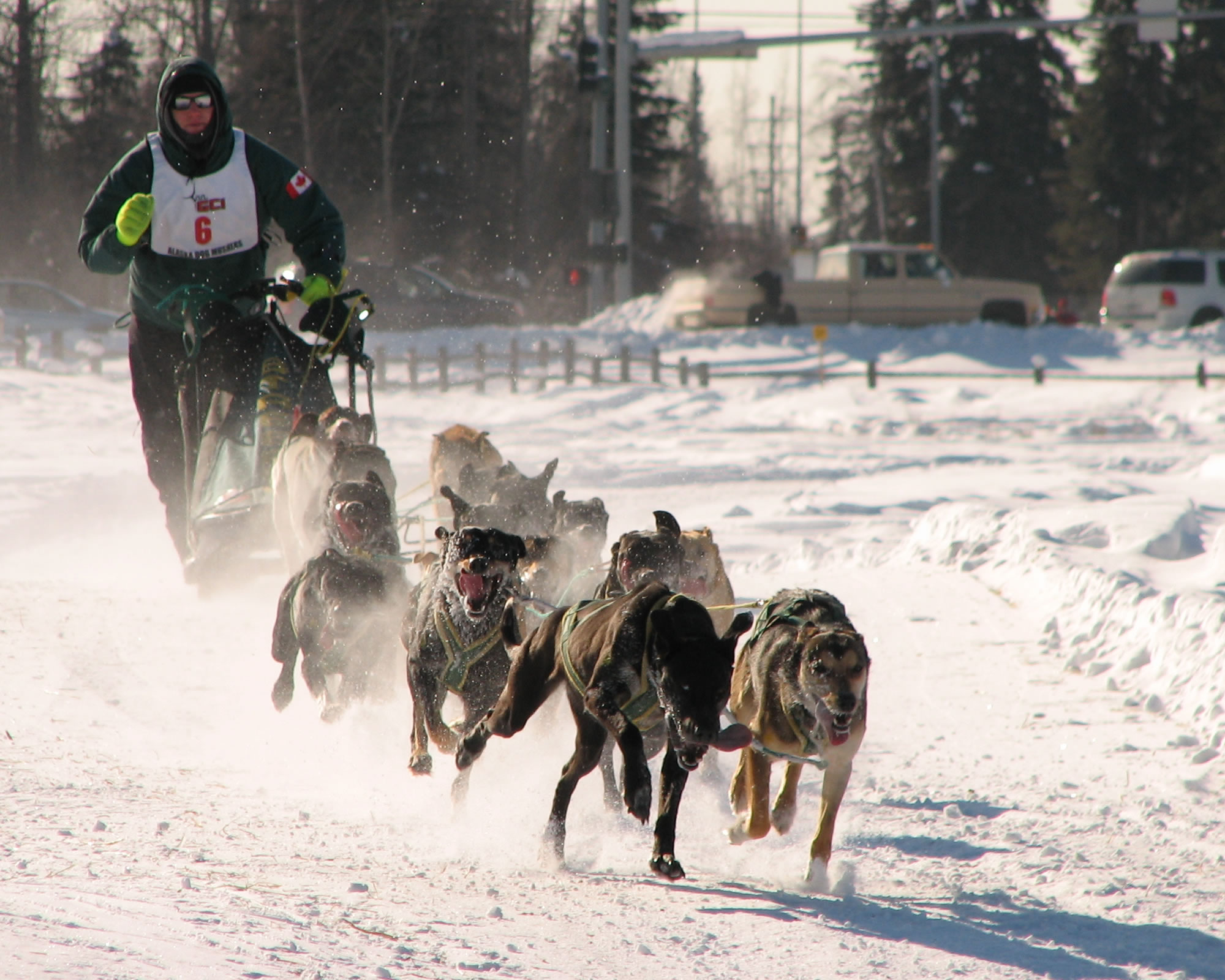
Đua chó kéo xe ở Alaska.

Nhân-thú học (tên khoa học: Anthrozoology, bắt nguồn từ Anthropo-tiền tố chỉ về người, dạng người kết hợp với zoo-tiền tố/hậu tố chỉ về thú, động vật, và logy hay logos chỉ về học thuyết, khoa học) hay còn gọi là nghiên cứu về người và động vật phi người (human–non-human-animal studies, viết tắt HAS) là tập hợp các nghiên cứu thuộc chuyên ngành sắc tộc sinh thái học (Ethnobiology) liên quan đến tương tác giữa con người và các động vật khác. Đây là một lĩnh vực liên ngành có phạm vi có thể trùng lặp với các ngành khoa học khác bao gồm nhân chủng học, dân tộc học, y học, tâm lý học, thú y và động vật học. Một trọng tâm chính của nghiên cứu nhân thú học là định lượng các tác động tích cực của mối quan hệ giữa con người và động vật đối với một trong hai bên và nghiên cứu về sự tương tác của chúng.
Lĩnh vực nghiên cứu này bao gồm các học giả từ các lĩnh vực như nhân chủng học, xã hội học, sinh học, sinh học-xã hội, lịch sử và triết học. Các học giả về động vật học, như Pauleen Bennett nhận ra sự thiếu chú ý một cách đầy đủ và thỏa đáng về mặt học thuật đối với những động vật phi người trong quá khứ, và về mối quan hệ giữa con người và động vật phi người, đặc biệt là dưới sự soi sáng của sự ảnh hưởng trên diện rộng của động vật, sự biểu tượng động vật, chuyện kể về loài vật và sự hiện diện vật chất thực tế của động vật trong xã hội loài người. Thay vì một cách tiếp cận thống nhất, lĩnh vực này hiện bao gồm một số phương pháp được điều chỉnh từ một số môn học tham gia để bao gồm các mối quan hệ động vật giữa người và người và những nỗ lực thỉnh thoảng để phát triển các phương pháp Sui generis.

## Phạm vi
- Sự tương tác và cường độ gia tăng trong các tương tác với động vật bị giam cầm.
- Mối quan hệ tình cảm (tình thương) hoặc quan hệ giữa con người và động vật
- Nhận thức và niềm tin, tín ngưỡng của con người đối với các động vật.
- Làm thế nào một số động vật phù hợp với xã hội loài người
- Những khác nhau giữa các nền văn hóa liên quan đến chủ đề này, và sự thay đổi theo thời gian
- Nghiên cứu về thuần hóa động vật: làm thế nào và tại sao động vật nuôi phát triển từ các loài hoang dã (Paleoanthrozoology)
- Đàn thú ở vườn thú nuôi nhốt với người canh giữ, chăm sóc thú
- Cấu trúc xã hội của động vật và ý nghĩa của nó là động vật
- Cách nhìn động vật học
- Mối liên kết giữa người và động vật
- Sự tương tác song song giữa người và động vật và tương tác giữa người và công nghệ
- Biểu tượng, hình tượng động vật trong văn học nghệ thuật
- Lịch sử thuần hóa động vật
- Sự giao thoa của các vấn đề đẳng cấp loài, phân biệt chủng tộc và phân biệt giới tính
- Nơi ở của động vật trong không gian chiếm đóng của con người
- Ý nghĩa tôn giáo của động vật trong suốt lịch sử loài người
- Khám phá việc đối xử đa văn hóa đối với động vật như đối xử có đạo đức với động vật hay ngược đãi động vật
- Đánh giá sự nghiêm trọng của vấn đề lạm dụng và khai thác động vật
- Tâm trí, nhận thức ở động vật và nhân vị tính ở động vật không phải người (tính cá thể)
- Những tác động về lợi ích sức khỏe tiềm năng của con người trong việc sở hữu người bạn đồng hành là động vật (thú cưng)